# 布拉格起义站
布拉格起义站是一座布拉格地铁C线的地铁站。此站站名来源是附近的布拉格起义（Prague Uprising）。